# Wolfram Mauser (Geograph)
Wolfram Mauser (* 1955) ist ein deutscher Geograph und Hydrologe.

## Leben
Nach dem Studium der Physik, Mathematik, Chemie und Geographie/Hydrologie (1973–1982) an der Albert-Ludwigs-Universität Freiburg erwarb er dort 1979 das Diplom in Experimentalphysik und 1982 das Diplom in Geographie/Hydrologie. Nach der Promotion 1984 in Hydrologie in Freiburg im Breisgau und der Habilitation 1989 in Geographie und Hydrologie ebenda wurde er 1991 Institutsdirektor und Lehrstuhlinhaber für Geographie und geographische Fernerkundung am Institut für Geographie der Ludwig-Maximilians-Universität München. 2014 wurde ihm das Bundesverdienstkreuz am Bande durch Bundespräsident Joachim Gauck verliehen.
Seine Forschungsschwerpunkte sind Hydrologie – Modellentwicklung und Prozessforschung, Fernerkundung – Quantitative Parameterbestimmung und Sensorentwicklung, Global Change Forschung – Klimawirkung und Regionale Anpassung, regionale und globale Potentiale für eine nachhaltige Produktion von Biomasse für Nahrung, Energie und Industrie und Energie- und Stoffflüsse (H2O,C,N,P) in Biosphäre und Landwirtschaft.

## Schriften (Auswahl)
- Prognose von Hochwässern mit LANDSAT-Daten. Kirchzarten 1985, ISBN 3-922749-95-X.
- Wie lange reicht die Ressource Wasser? Vom Umgang mit dem blauen Gold. Frankfurt am Main 2007, ISBN 3-596-17273-X.